# Nati il 13 novembre

## IV secolo(1)
- 354 - Agostino d'Ippona, filosofo, vescovo e teologo romano († 430)

## VI secolo(1)
- 534 - Agostino di Canterbury, monaco cristiano, arcivescovo e santo britannico († 604)

## VIII secolo(1)
- 799 - Wak Kimi Janaab' Pakal, sovrano maya

## IX secolo(1)
- 895 - Al-Muqtadir, arabo († 932)

## XIV secolo(1)
- 1312 - Edoardo III d'Inghilterra, re britannico († 1377)

## XV secolo(3)
- 1453 - Cristoforo I di Baden, nobile tedesco († 1527)
- 1486 - Johannes Eck, teologo tedesco († 1543)
- 1493 - Guglielmo IV di Baviera, duca († 1550)

## XVI secolo(9)
- 1503 - Ippolita Gonzaga, nobile italiana († 1570)
- 1504 - Filippo I d'Assia († 1567)
- 1517 - Giulio Cesare Borromeo, nobile e condottiero italiano († 1572)
- 1523 - Laura Battiferri, poetessa italiana († 1589)
- 1555 - Massimiliano d'Austria, arcivescovo cattolico spagnolo († 1614)
- 1572 - Cirillo Lucaris, teologo e arcivescovo ortodosso greco († 1638)
- 1592 - Antonio Grassi, presbitero italiano († 1671)
- 1595 - Giorgio Guglielmo di Brandeburgo, nobile († 1640)
- 1598 - Bartholomeus Breenbergh, pittore, incisore e disegnatore olandese († 1657)

## XVII secolo(17)
- 1606 - Giacinto Andrea Cicognini, drammaturgo e librettista italiano († 1651)
- 1613 - Giovanni Lucido Cattaneo, vescovo cattolico italiano († 1685)
- 1625 - Guglielmo Cristoforo d'Assia-Homburg, sovrano tedesco († 1681)
- 1627 - Diego Luis de San Vitores, presbitero e gesuita spagnolo († 1672)
- 1651 - Giuseppe Fernandez de Medrano, nobile, giurista e magistrato italiano († 1718)
- 1651 - Federico Luigi di Nassau-Ottweiler, nobile tedesco († 1728)
- 1654 - Herman Moll, cartografo, incisore e editore britannico († 1732)
- 1661 - Erdmute Dorotea di Sassonia-Zeitz, principessa tedesca († 1720)
- 1662 - Vincenzo Petra, cardinale e arcivescovo cattolico italiano († 1747)
- 1663 - Árni Magnússon, letterato islandese († 1730)
- 1668 - Crispino da Viterbo, religioso italiano († 1750)
- 1680 - Felice Solazzo Castriotta, arcivescovo cattolico italiano († 1755)
- 1686 - Eleonora Luisa Gonzaga, nobile († 1741)
- 1688 - Noël-Antoine Pluche, scrittore e naturalista francese († 1761)
- 1688 - Hercule Mériadec de Rohan-Guéméné, nobile francese († 1757)
- 1697 - Teodoro Benedetti, scultore e architetto italiano († 1783)
- 1699 - Jan Zach, compositore boemo († 1773)

## XVIII secolo(36)
- 1710 - Charles Simon Favart, compositore e poeta francese († 1792)
- 1715 - Dorothea Erxleben, medica tedesca († 1762)
- 1717 - Bianca Maria di Sinzendorf-Neuburg, nobile italiana († 1783)
- 1718 - John Montagu, IV conte di Sandwich, nobile, militare e ammiraglio britannico († 1792)
- 1720 - Jan Matthias Kok, illustratore, incisore e mercante d'arte olandese († 1771)
- 1724 - Francesco Manganelli, fantino italiano († 1780)
- 1727 - Guglielmo Pallotta, cardinale italiano († 1795)
- 1729 - Bartolomeo Gilardoni, inventore italiano († 1799)
- 1731 - Virgilio Cavina, matematico italiano († 1808)
- 1732 - John Dickinson, politico e avvocato statunitense († 1808)
- 1735 - Oronzio De Bernardi, presbitero, teologo e scienziato italiano († 1806)
- 1737 - Wilhelm von Edelsheim, politico e diplomatico tedesco († 1793)
- 1738 - Christian Adolph Klotz, filologo classico tedesco († 1771)
- 1738 - Giuseppe Maggiolini, ebanista italiano († 1814)
- 1740 - Stephen Heard, militare statunitense († 1815)
- 1741 - Anton Joseph von Brentano-Cimaroli, generale italiano († 1793)
- 1746 - Felice Campi, pittore italiano († 1817)
- 1753 - Ippolito Pindemonte, poeta, letterato e traduttore italiano († 1828)
- 1755 - Joseph-Dominique Louis, politico e diplomatico francese († 1837)
- 1756 - Antoine-François Momoro, rivoluzionario, editore e giornalista francese († 1794)
- 1760 - Jiaqing, imperatore cinese († 1820)
- 1761 - John Moore, generale britannico († 1809)
- 1767 - Bernhard Romberg, violoncellista e compositore tedesco († 1841)
- 1768 - Claude Roize, generale francese († 1847)
- 1773 - Dovber Schneuri, rabbino, mistico e scrittore russo († 1827)
- 1775 - Rémi Joseph Isidore Exelmans, generale francese († 1852)
- 1778 - Charles Joseph Auriol, pittore svizzero († 1834)
- 1780 - Carlo Giovanni Battista Grillo, avvocato, magistrato e politico italiano († 1852)
- 1780 - Ranjit Singh, sovrano pakistano († 1839)
- 1782 - Joseph Kornhäusel, architetto austriaco († 1860)
- 1782 - Esaias Tegnér, poeta e vescovo luterano svedese († 1846)
- 1785 - Sarah Ann Glover, educatrice inglese († 1867)
- 1785 - Caroline Lamb, nobildonna e scrittrice britannica († 1828)
- 1792 - Giuseppe Cadorin, abate e storico italiano († 1851)
- 1796 - Vincenzo De Monte, avvocato, magistrato e politico italiano († 1869)
- 1797 - Niklas Westring, zoologo e aracnologo svedese († 1882)

## XIX secolo(170)
- 1801 - Amalia Augusta di Baviera, regina († 1877)
- 1801 - Elisabetta Ludovica di Baviera, regina († 1873)
- 1802 - Jean Gailhac, presbitero francese († 1890)
- 1802 - Edward Stanley, II barone di Alderley, nobile e politico inglese († 1869)
- 1804 - Theophilus Hunter Holmes, militare statunitense († 1880)
- 1805 - Eugène Rousseau, scacchista francese († 1870)
- 1806 - Emilia Plater, patriota polacca († 1831)
- 1806 - Carl Wilhelm Schnars, archeologo, giornalista e viaggiatore tedesco († 1879)
- 1808 - Antonio Buzzi, compositore italiano († 1891)
- 1810 - William Avery Rockefeller, imprenditore statunitense († 1906)
- 1812 - Paolo Viora, politico italiano († 1868)
- 1813 - Petar II Petrović-Njegoš, serbo († 1851)
- 1813 - Allen G. Thurman, politico statunitense († 1895)
- 1814 - Adulphe Delegorgue, naturalista francese († 1850)
- 1814 - Joseph Hooker, militare statunitense († 1879)
- 1817 - Louis James Alfred Lefébure-Wély, organista e compositore francese († 1869)
- 1817 - László Magyar, viaggiatore e esploratore ungherese († 1864)
- 1817 - Federico Pescetto, politico e generale italiano († 1882)
- 1819 - Estanislao Figueras, avvocato e politico spagnolo († 1882)
- 1821 - Michail Vasil'evič Butaševič-Petraševskij, linguista, giornalista e attivista russo († 1866)
- 1821 - Luigi Capranica, romanziere, drammaturgo e patriota italiano († 1891)
- 1821 - William Hillebrand, botanico e medico tedesco († 1886)
- 1822 - Gerolamo Buonazia, pedagogista italiano († 1897)
- 1822 - Achille Gonzaga, nobile italiano († 1870)
- 1822 - Alessandro Repetti, editore, giornalista e ufficiale italiano († 1890)
- 1824 - Giovannantonio Cipriani, patriota italiano († 1906)
- 1825 - Carlo Giulietti, storico italiano († 1909)
- 1826 - Antonio Castagnaro, missionario italiano († 1854)
- 1826 - Joseph Hommebon Richaud, generale francese
- 1828 - Gaetano Trezza, scrittore e filologo italiano († 1892)
- 1828 - Francesco de Feo, patriota italiano († 1879)
- 1831 - Ashley Eden, diplomatico britannico († 1887)
- 1832 - Elisabetta del Liechtenstein, principessa austriaca († 1894)
- 1832 - Eugenio Montero Ríos, politico spagnolo († 1914)
- 1833 - Edwin Booth, attore teatrale statunitense († 1893)
- 1834 - Ignacio Manuel Altamirano, giornalista, politico e scrittore messicano († 1893)
- 1834 - Albano Lugli, pittore e ceramista italiano († 1914)
- 1834 - Nikolaj Grigor'evič Stoletov, generale russo († 1912)
- 1834 - Peter Arrell Brown Widener, imprenditore, filantropo e collezionista d'arte statunitense († 1915)
- 1836 - Cherubino Dari, politico italiano († 1884)
- 1836 - Jaroslaw Dombrowski, militare polacco († 1871)
- 1837 - Nicola Terracciano, botanico e micologo italiano († 1921)
- 1838 - Antonio Mantovani, patriota italiano († 1894)
- 1838 - Joseph Fielding Smith, missionario statunitense († 1918)
- 1840 - Giuseppe Luigi Beneventano, imprenditore e politico italiano († 1934)
- 1840 - Carlo Cerruti, avvocato e politico italiano († 1904)
- 1841 - Oreste Baratieri, generale e politico italiano († 1901)
- 1841 - William Black, scrittore britannico († 1898)
- 1841 - Pietro Carmine, politico italiano († 1913)
- 1841 - József Zichy, nobile e politico ungherese († 1924)
- 1843 - Friedrich Albin Hoffmann, medico tedesco († 1924)
- 1844 - William Wilson, giornalista e allenatore di pallanuoto britannico († 1912)
- 1846 - Marco Aurelio Soto, politico honduregno († 1908)
- 1846 - Herbert Standing, attore britannico († 1923)
- 1847 - Antonio Grober, alpinista italiano († 1909)
- 1848 - Alberto I di Monaco, principe monegasco († 1922)
- 1848 - William Hillman, progettista e imprenditore britannico († 1921)
- 1848 - Stanislas-Arthur-Xavier Touchet, cardinale e vescovo cattolico francese († 1926)
- 1850 - Robert Louis Stevenson, scrittore, drammaturgo e poeta scozzese († 1894)
- 1852 - Jarvis Kenrick, calciatore inglese († 1949)
- 1853 - John Drew, Jr., attore teatrale statunitense († 1927)
- 1853 - Pietro Milano Franco d'Aragona, magistrato e politico italiano († 1942)
- 1854 - Francesco Albera, scultore italiano († 1911)
- 1854 - Luca Beltrami, architetto, storico dell'arte e politico italiano († 1933)
- 1854 - George Whitefield Chadwick, compositore statunitense († 1931)
- 1856 - Louis Brandeis, avvocato e giurista statunitense († 1941)
- 1856 - Michail Michajlovič Pleškov, generale russo († 1927)
- 1857 - Noè Marullo, scultore italiano († 1925)
- 1858 - Francesco Carandini, storico e poeta italiano († 1946)
- 1858 - Edmond Goblot, filosofo e sociologo francese († 1935)
- 1858 - Mary Grey, nobildonna inglese († 1940)
- 1859 - Pietro Alibrandi, ingegnere italiano († 1921)
- 1861 - Nicola Petrina, sindacalista e politico italiano († 1908)
- 1861 - Viktor Weber von Webenau, militare austro-ungarico († 1932)
- 1863 - Giuseppe Celle, ingegnere, urbanista e architetto italiano († 1924)
- 1864 - Arthur Fairbanks, storico dell'arte statunitense († 1944)
- 1864 - Angelo Rosini, politico italiano
- 1866 - Guy Nickalls, canottiere britannico († 1935)
- 1867 - Josefine Dora, attrice austriaca († 1944)
- 1868 - Annibale Pastore, filosofo italiano († 1956)
- 1868 - Erika Wedekind, soprano tedesco († 1944)
- 1869 - Helene Stöcker, pacifista e attivista tedesca († 1943)
- 1870 - Henry Kolker, attore e regista statunitense († 1947)
- 1870 - Gaetano Monda, militare italiano
- 1870 - John Calhoun Phillips, politico statunitense († 1943)
- 1871 - Charles Spencer-Churchill, IX duca di Marlborough, nobile e politico inglese († 1934)
- 1872 - Arnaldo Faustini, cartografo, geografo e scrittore italiano († 1944)
- 1872 - Bernard Knubel, pistard tedesco († 1957)
- 1873 - Oliver Onions, scrittore britannico († 1961)
- 1873 - Luigi Orsini, poeta, scrittore e librettista italiano († 1954)
- 1874 - Wilhelm Dittmann, politico tedesco († 1954)
- 1874 - Marguerite Long, pianista e insegnante francese († 1966)
- 1875 - Kuno Klebelsberg, politico ungherese († 1932)
- 1875 - James Swinnerton, fumettista e pittore statunitense († 1974)
- 1876 - Anne Dallas Dudley, attivista statunitense († 1955)
- 1876 - Eduard Fueter, storico svizzero († 1928)
- 1876 - Vitorino Guimarães, politico portoghese († 1957)
- 1876 - Cary Augustus Hardee, politico statunitense († 1957)
- 1876 - Gustav Hegi, botanico svizzero († 1932)
- 1877 - Claude Chapperon, ciclista su strada francese († 1944)
- 1877 - Paul Saladin Leonhardt, scacchista tedesco († 1934)
- 1877 - Girolamo Poloni, pittore italiano († 1954)
- 1878 - Max Dehn, matematico tedesco († 1952)
- 1878 - Riccardo Motta, prefetto italiano († 1962)
- 1878 - Ciro Ravenna, chimico italiano († 1944)
- 1878 - Umberto Ricci, funzionario e politico italiano († 1957)
- 1879 - Maurice Delage, compositore e pianista francese († 1961)
- 1879 - John Grieb, ginnasta e multiplista statunitense († 1939)
- 1879 - Antonio Ramón, anarchico spagnolo († 1924)
- 1880 - Raffaello Pignatari, giornalista e politico italiano († 1920)
- 1880 - Vittorio Privileggi, ingegnere italiano († 1955)
- 1881 - Rudolf Minger, politico svizzero († 1955)
- 1882 - Francis Alonzo Bartlett, botanico statunitense († 1963)
- 1882 - Joseph-Léon Cardijn, cardinale e arcivescovo cattolico belga († 1967)
- 1883 - Budd Goodwin, pallanuotista, nuotatore e tuffatore statunitense († 1957)
- 1883 - Ladislavs Kurpiel, calciatore austriaco († 1930)
- 1883 - Mascarenhas de Morais, generale brasiliano († 1968)
- 1884 - Vincenzo Buronzo, letterato e politico italiano († 1976)
- 1884 - Michele Federico, pittore italiano († 1966)
- 1885 - Antonio Porchia, scrittore e aforista italiano († 1968)
- 1885 - Massimo Adolfo Vitale, storico e romanziere italiano († 1968)
- 1886 - Giuseppe Ambrosini, giornalista e arbitro di calcio italiano († 1980)
- 1886 - Cesare Cabras, pittore italiano († 1968)
- 1886 - Mary Wigman, ballerina e coreografa tedesca († 1973)
- 1887 - Wilhelm Kube, politico tedesco († 1943)
- 1887 - Arcadio María Larraona Saralegui, cardinale e arcivescovo cattolico spagnolo († 1973)
- 1887 - Jean de Limur, regista, attore e sceneggiatore francese († 1976)
- 1888 - Antonio Aranda Mata, generale spagnolo († 1979)
- 1888 - Philip Francis Nowlan, scrittore statunitense († 1940)
- 1889 - Antonio Bassi, scultore italiano († 1965)
- 1889 - Béla Ludwig, allenatore di calcio e calciatore ungherese († 1966)
- 1889 - Vigo Meulengracht Madsen, ginnasta danese († 1979)
- 1889 - Nino Oxilia, giornalista, scrittore e poeta italiano († 1917)
- 1889 - Biagio Pace, archeologo e politico italiano († 1955)
- 1889 - Wenefryde Scott, X contessa di Dysart, nobildonna scozzese († 1975)
- 1891 - Edward Orrick McDonnell, ammiraglio statunitense († 1960)
- 1891 - Floyd B. Olson, politico statunitense († 1936)
- 1892 - Jean Gutweniger, ginnasta svizzero († 1979)
- 1894 - Franz Biegler, calciatore austriaco
- 1894 - Edmund H. Hansen, effettista statunitense († 1962)
- 1894 - Bennie Moten, direttore d'orchestra e pianista statunitense († 1935)
- 1894 - Nita Naldi, attrice statunitense († 1961)
- 1894 - Arthur Nebe, generale e poliziotto tedesco († 1945)
- 1894 - Piero Parini, militare, politico e prefetto italiano († 1993)
- 1894 - Alexandra Wolff Stomersee, psicoanalista russa († 1982)
- 1895 - Edward Buzzell, regista statunitense († 1985)
- 1895 - Jan de Natris, calciatore olandese († 1972)
- 1896 - Félix Dafauce, attore spagnolo († 1990)
- 1896 - Vincenzo Di Nanna, ingegnere e politico italiano († 1965)
- 1896 - Nobusuke Kishi, politico giapponese († 1987)
- 1896 - Wilhelm Raapke, generale tedesco († 1970)
- 1897 - Alfredo Barbati, aviatore e militare italiano († 1941)
- 1897 - Tilly Edinger, paleontologa tedesca († 1967)
- 1897 - Gertrude Olmstead, attrice statunitense († 1975)
- 1897 - Harold Young, regista e montatore statunitense († 1972)
- 1898 - Lio Lenzi, politico e antifascista italiano († 1960)
- 1898 - Hellmut Maneval, calciatore tedesco († 1967)
- 1899 - Martin Bodmer, collezionista d'arte e filantropo svizzero († 1971)
- 1899 - Vera Caspary, scrittrice, sceneggiatrice e commediografa statunitense († 1987)
- 1899 - Karl Ehrenbolger, calciatore svizzero
- 1899 - Imre Hermann, psicoanalista ungherese († 1984)
- 1899 - Howard Hill, arciere statunitense († 1975)
- 1899 - Huang Xianfan, storico, etnologo e antropologo cinese († 1982)
- 1899 - Herold Jansson, ginnasta danese († 1965)
- 1899 - Giovanni Lipella, militare italiano († 1918)
- 1899 - Iskander Mirza, politico e militare pakistano († 1969)
- 1899 - Evelyn Nelson, attrice statunitense († 1923)
- 1900 - Lorenzo Guerrero Gutiérrez, politico nicaraguense († 1981)
- 1900 - Fred Kolberg, pugile statunitense († 1965)
- 1900 - Worthington Miner, regista, produttore cinematografico e sceneggiatore statunitense († 1982)

## XX secolo(767)
- 1901 - Werner Emmanuel Bachmann, chimico statunitense († 1951)
- 1901 - Perry Ferguson, scenografo statunitense († 1963)
- 1901 - Giovanni Ferro, arcivescovo cattolico italiano († 1992)
- 1901 - Gaetano Messina, avvocato e politico italiano († 1971)
- 1902 - Fernando Santi, sindacalista e politico italiano († 1969)
- 1902 - Gustav Heinrich Ralph von Koenigswald, paleontologo e geologo tedesco († 1982)
- 1903 - Paul Götze, militare tedesco († 1948)
- 1903 - Paul Sheriff, scenografo russo († 1960)
- 1903 - Virginia Tonelli, partigiana italiana († 1944)
- 1904 - Luigi Bertolini, allenatore di calcio e calciatore italiano († 1977)
- 1904 - Henry C. Potter, regista e produttore teatrale statunitense († 1977)
- 1904 - Giulia Giovannelli, scrittrice e poetessa italiana († 1982)
- 1904 - Heinrich Hertel, ingegnere aeronautico tedesco († 1982)
- 1904 - Peter Yorck von Wartenburg, giurista tedesco († 1944)
- 1905 - Marcel Baril, sollevatore francese († 1979)
- 1905 - Giacomo Gianora, calciatore italiano († 1969)
- 1905 - Valerio Piroddi, supercentenario italiano († 2017)
- 1906 - Paddy Andrews, calciatore irlandese († 1981)
- 1906 - Hermione Baddeley, attrice britannica († 1986)
- 1906 - Wan Rong, imperatrice cinese († 1946)
- 1906 - Vilma Jamnická, attrice slovacca († 2008)
- 1906 - Willibald Kreß, calciatore e allenatore di calcio tedesco († 1989)
- 1906 - Torborg Nedreaas, scrittrice norvegese († 1987)
- 1906 - Attilio Torresani, calciatore e allenatore di calcio italiano
- 1907 - István Palotás, allenatore di calcio e calciatore ungherese († 1987)
- 1907 - Giovanna di Savoia, principessa italiana († 2000)
- 1907 - Vinicio Sofia, attore e doppiatore italiano († 1982)
- 1907 - Paolo Strano, funzionario e prefetto italiano († 1992)
- 1907 - László Szollás, pattinatore artistico su ghiaccio ungherese († 1980)
- 1907 - François Vasse, calciatore francese († 1974)
- 1907 - Savang Vatthana, re laotiano
- 1907 - Roger Vivier, stilista francese († 1998)
- 1908 - Aladino Di Martino, compositore italiano († 1989)
- 1908 - C. Vann Woodward, storico statunitense († 1999)
- 1908 - Yeshwantrao Ghorpade, principe indiano († 1996)
- 1909 - Gunnar Björnstrand, attore svedese († 1986)
- 1909 - Bruno Colombo, calciatore italiano
- 1909 - Roberto Lucifredi, politico e giurista italiano († 1981)
- 1909 - Nikolajs Voskoboiņikovs, calciatore lettone († 1941)
- 1910 - Giuseppe Lo Moro, militare e aviatore italiano († 1938)
- 1911 - Heinz von Foerster, fisico e filosofo austriaco († 2002)
- 1911 - Pietro Luigi Micheletti, attore, musicista e impresario teatrale italiano († 1964)
- 1912 - Claude Pompidou, first lady francese († 2007)
- 1913 - János Gyimesi, cestista e allenatore di pallacanestro ungherese († 1993)
- 1913 - Helen Mack, attrice statunitense († 1986)
- 1913 - Lon Nol, generale e politico cambogiano († 1985)
- 1914 - Amelia Bence, attrice argentina († 2016)
- 1914 - Adelfo Calosci, militare italiano († 1939)
- 1914 - Julio Caro Baroja, antropologo, storico e linguista spagnolo († 1995)
- 1914 - William Gibson, drammaturgo e scrittore statunitense († 2008)
- 1914 - Henri Langlois, archivista, restauratore e critico cinematografico francese († 1977)
- 1914 - Alberto Lattuada, regista, sceneggiatore e attore italiano († 2005)
- 1914 - Marcella Sabbatini, attrice italiana († 2001)
- 1915 - Clara Marangoni, ginnasta italiana († 2018)
- 1915 - Giusto Monaco, filologo classico, grecista e latinista italiano († 1994)
- 1915 - Roland Rossel, calciatore svizzero († 2002)
- 1915 - Heinz Schlauch, nuotatore tedesco († 1945)
- 1915 - Sergio Ulivieri, calciatore e allenatore di calcio italiano
- 1916 - Gianni Cucelli, tennista italiano († 1977)
- 1916 - Virgilio Gilardoni, docente e storico svizzero († 1989)
- 1917 - Giuseppe Abbruzzese, politico italiano († 1981)
- 1917 - Bill O'Brien, cestista statunitense († 1985)
- 1917 - Pino Spotti, compositore italiano († 1958)
- 1917 - Robert Sterling, attore statunitense († 2006)
- 1917 - Alice di Borbone-Parma, nobile italiana († 2017)
- 1918 - José Valle Mas, calciatore spagnolo († 2005)
- 1918 - Achille Zezon, aviatore e ufficiale italiano († 1942)
- 1919 - Gerardo Agostini, politico italiano († 2012)
- 1919 - Piero Fabiani, politico italiano († 2017)
- 1919 - Bruno Fanciullacci, partigiano italiano († 1944)
- 1919 - Mary Beth Hughes, attrice statunitense († 1995)
- 1919 - Stanislaus A. James, politico santaluciano († 2011)
- 1919 - Ezio Meneghello, calciatore italiano († 1987)
- 1919 - Adam Wolanin, calciatore polacco († 1987)
- 1920 - Jack Elam, attore statunitense († 2003)
- 1920 - Adele Faccio, politica e attivista italiana († 2007)
- 1920 - Guido Faletra, politico e sindacalista italiano († 1962)
- 1920 - Jaroslav Pokorný, drammaturgo e librettista ceco († 1983)
- 1920 - Algiso Toscani, calciatore, allenatore di calcio e partigiano italiano († 2010)
- 1921 - Giannantonio Prinetti Castelletti, militare e partigiano italiano († 1944)
- 1922 - Bao Fang, attore e regista hongkonghese († 2006)
- 1922 - Daun Kennedy, attrice e modella statunitense († 2002)
- 1922 - Don Putman, cestista statunitense († 2006)
- 1922 - George Ratkovicz, cestista statunitense († 2007)
- 1922 - Werner Scholl, militare tedesco († 1944)
- 1922 - Madeleine Sherwood, attrice e attivista canadese († 2016)
- 1922 - Oskar Werner, attore austriaco († 1984)
- 1923 - Alberto Borioni, politico italiano († 1998)
- 1923 - Linda Christian, attrice messicana († 2011)
- 1924 - Sarah Jackson, artista canadese († 2004)
- 1924 - Motoo Kimura, biologo giapponese († 1994)
- 1924 - Reiki Magari, giocatore di go giapponese
- 1924 - Matthias Mauritz, calciatore tedesco († 2016)
- 1924 - Jimmy McColl, calciatore scozzese († 2013)
- 1925 - Jozef Van Ginderen, calciatore belga († 1993)
- 1926 - Don Gordon, attore statunitense († 2017)
- 1926 - Diego Michelotti, attore e doppiatore italiano († 1986)
- 1926 - Vittorio Provenza, politico italiano († 2005)
- 1927 - Giovanni Sperotto, ex calciatore italiano
- 1928 - Gianfranco Baldanello, regista italiano
- 1928 - Gheorghe Constantinide, cestista rumeno († 2003)
- 1928 - Ralph Foody, attore statunitense († 1999)
- 1928 - Michel Gauquelin, psicologo, statistico e astrologo francese († 1991)
- 1928 - Jack George, cestista e giocatore di baseball statunitense († 1989)
- 1928 - Hampton Hawes, pianista statunitense († 1977)
- 1928 - Marino Lupi, fantino italiano († 1974)
- 1928 - Adelina Tattilo, editrice, giornalista e produttrice cinematografica italiana († 2007)
- 1929 - Paolo Borghi, pallavolista e dirigente sportivo italiano († 2016)
- 1929 - Ramón Echarren Istúriz, vescovo cattolico spagnolo († 2014)
- 1929 - Erich Pennekamp, pallanuotista tedesco († 2013)
- 1929 - Fred Phelps, avvocato e religioso statunitense († 2014)
- 1929 - Guido Verucci, storico e scrittore italiano († 2015)
- 1930 - René Philombe, poeta e scrittore camerunese († 2001)
- 1931 - Adrienne Corri, attrice e saggista scozzese († 2016)
- 1931 - Antonio La Pergola, politico e giurista italiano († 2007)
- 1931 - Giorgio Adamo Muzzati, militare e scrittore italiano († 2009)
- 1931 - Tudor Postelnicu, militare e politico rumeno († 2017)
- 1931 - Katrin Schaake, attrice tedesca
- 1931 - Alessandro Staccioli, vescovo cattolico e missionario italiano
- 1931 - Gaetano Zappalà, giornalista, scrittore e poeta italiano († 1993)
- 1932 - Olga Fikotová, discobola e cestista cecoslovacca († 2024)
- 1932 - Cordell Hickman, attore statunitense († 1996)
- 1932 - Richard Mulligan, attore statunitense († 2000)
- 1932 - J. A. Preston, attore statunitense
- 1932 - Claudio Rimbaldo, calciatore italiano († 2022)
- 1932 - Jean-Pierre Voisin, cestista svizzero († 2014)
- 1933 - Karl-Otto Alberty, attore tedesco († 2015)
- 1933 - Abdul Karim Amu, velocista e dirigente sportivo nigeriano († 2010)
- 1933 - Luciano Caglioti, chimico italiano († 2021)
- 1933 - Peter Härtling, scrittore e saggista tedesco († 2017)
- 1934 - Peter Arnett, giornalista neozelandese
- 1934 - Ettore Falconieri, musicista e batterista italiano († 2019)
- 1934 - Jimmy Fontana, cantante, compositore e attore italiano († 2013)
- 1934 - Heinz Lemanczyk, ex calciatore tedesco orientale
- 1934 - Garry Marshall, regista, attore e sceneggiatore statunitense († 2016)
- 1934 - Rollie Massimino, allenatore di pallacanestro statunitense († 2017)
- 1934 - Walter Moraes, giurista brasiliano († 1997)
- 1935 - Lino Armellin, politico italiano († 2018)
- 1935 - Tom Atkins, attore statunitense
- 1935 - Gene Brown, cestista statunitense († 2020)
- 1935 - George Carey, arcivescovo anglicano e teologo inglese
- 1935 - Beniamino Di Giacomo, allenatore di calcio e ex calciatore italiano
- 1936 - Piergiorgio Allera, politico italiano
- 1936 - Jill Blackman, ex tennista australiana
- 1936 - Edda Buding, tennista tedesca († 2014)
- 1936 - Cesare Cavalleri, giornalista, editore e critico letterario italiano († 2022)
- 1936 - Elsa Daniel, attrice argentina († 2017)
- 1936 - Len Lunde, allenatore di hockey su ghiaccio e hockeista su ghiaccio canadese († 2010)
- 1936 - Dacia Maraini, scrittrice, poetessa e saggista italiana
- 1936 - Habib Nasution, nuotatore indonesiano
- 1936 - Uta Poreceanu, ginnasta rumena († 2018)
- 1936 - Ludmila Švédová, ginnasta cecoslovacca († 2018)
- 1937 - Adam Holender, direttore della fotografia e regista polacco
- 1937 - Tomás Iwasaki, calciatore peruviano († 2020)
- 1937 - Stanisław Oślizło, allenatore di calcio e ex calciatore polacco
- 1937 - Ugo Pagliai, attore e doppiatore italiano
- 1937 - Lazar Radović, ex calciatore jugoslavo
- 1938 - Silvia Barbieri, politica italiana
- 1938 - Vincenzo Pirro, storico e filosofo italiano († 2009)
- 1938 - Aleksandr Ponomarëv, direttore di coro russo († 2012)
- 1938 - Jean Seberg, attrice statunitense († 1979)
- 1938 - Rolando Serrano, calciatore colombiano († 2022)
- 1938 - Derek Temple, ex calciatore inglese
- 1938 - Jean-Claude Vergne, cestista francese († 2013)
- 1939 - Karel Brückner, allenatore di calcio e ex calciatore cecoslovacco
- 1939 - Noli Francisco, giocatore di poker filippino († 2017)
- 1939 - George V. Higgins, scrittore e giornalista statunitense († 1999)
- 1939 - Cosimo Ortesta, poeta e traduttore italiano († 2019)
- 1940 - Jean Audouze, astrofisico francese
- 1940 - Franz Digruber, ex sciatore alpino austriaco
- 1940 - Roberto Frinolli, ex ostacolista e allenatore di atletica leggera italiano
- 1940 - Saul Kripke, filosofo, logico e matematico statunitense († 2022)
- 1940 - Torbjörn Langemar, ex cestista svedese
- 1940 - Eliseo Mattiacci, artista italiano († 2019)
- 1940 - Daniel Pilon, attore canadese († 2018)
- 1940 - Mario Primicerio, matematico e politico italiano († 2025)
- 1940 - Savino Rebek, ex canottiere italiano
- 1940 - Tabu Ley Rochereau, cantante della Repubblica Democratica del Congo († 2013)
- 1940 - Raúl Savoy, calciatore argentino († 2003)
- 1940 - Rudolf Schwarzkogler, performance artist austriaco († 1969)
- 1941 - Rauf Rashid Abd al-Rahman, magistrato iracheno
- 1941 - Claudio Carafoli, attore teatrale e regista teatrale italiano († 2022)
- 1941 - Luca Desiato, giornalista e scrittore italiano
- 1941 - Eberhard Diepgen, politico tedesco
- 1941 - Henri Elendé, altista congolese (Repubblica del Congo) († 2022)
- 1941 - Francesco Forleo, poliziotto, militare e politico italiano († 2018)
- 1941 - Eduardo González Viaña, scrittore e giornalista peruviano
- 1941 - Jimmy Hawkins, attore e produttore televisivo statunitense
- 1941 - Dack Rambo, attore statunitense († 1994)
- 1941 - Marie Rottrová, cantante, pianista e compositrice ceca
- 1942 - John Hammond, chitarrista e cantante statunitense
- 1942 - Walter Johnson, giocatore di football americano e wrestler statunitense († 1999)
- 1942 - José María Martínez Muguerza, ex calciatore spagnolo
- 1942 - Lothar Zagrosek, direttore d'orchestra tedesco
- 1943 - Roberto Boninsegna, ex calciatore, allenatore di calcio e dirigente sportivo italiano
- 1943 - Sandro Bruni, politico italiano
- 1943 - John Dodds, pilota motociclistico australiano († 2024)
- 1943 - Hassan El-Shazly, allenatore di calcio e calciatore egiziano († 2015)
- 1943 - Pat McBride, calciatore e allenatore di calcio statunitense († 2024)
- 1943 - Francisco Melo, ex calciatore spagnolo
- 1943 - Mustafa Abdülcemil Qırımoğlu, politico ucraino
- 1943 - Howard Wilkinson, ex calciatore e allenatore di calcio inglese
- 1943 - Carol Woods, attrice e cantante statunitense
- 1944 - Eugenio Arellano Fernández, vescovo cattolico e missionario spagnolo
- 1944 - Fabio Garriba, attore italiano († 2016)
- 1944 - Mario Garriba, regista e attore italiano († 2013)
- 1944 - Ron Harris, ex calciatore e allenatore di calcio britannico
- 1944 - Jesper Klein, attore e doppiatore danese († 2011)
- 1944 - Clément Mouamba, politico della Repubblica del Congo († 2021)
- 1944 - Ragnar Næss, calciatore norvegese († 2023)
- 1944 - Giulietta Sacco, cantante italiana († 2022)
- 1944 - Timmy Thomas, cantante, tastierista e compositore statunitense († 2022)
- 1945 - Lawrence Andreasen, tuffatore statunitense († 1990)
- 1945 - Benny Borg, cantante svedese
- 1945 - Masahiro Hasemi, ex pilota automobilistico giapponese
- 1945 - Dan Iuga, ex tiratore a segno rumeno
- 1945 - Willie Worsley, ex cestista statunitense
- 1946 - Sabah Bizi, calciatore albanese († 2025)
- 1946 - Gerrie Deijkers, calciatore olandese († 2003)
- 1946 - Giovanni Gavazzi, calciatore italiano († 2024)
- 1946 - Adolfo González Montes, vescovo cattolico spagnolo
- 1946 - Christian Goux, fumettista francese
- 1946 - Luther Green, cestista statunitense († 2006)
- 1946 - Ian Sharp, regista inglese
- 1947 - Danilo Bertoli, politico italiano
- 1947 - Giuseppe Ciotta, poliziotto italiano († 1977)
- 1947 - Renato Locchi, politico italiano
- 1947 - Amory Lovins, fisico, ambientalista e scrittore statunitense
- 1947 - Claudio Maioli, compositore e arrangiatore italiano
- 1947 - Joe Mantegna, attore, doppiatore e regista statunitense
- 1947 - Ján Pivarník, allenatore di calcio e ex calciatore cecoslovacco
- 1947 - Silvano Prandi, allenatore di pallavolo e ex pallavolista italiano
- 1948 - Nicolas Grimal, egittologo francese
- 1948 - Karl Häseli, bobbista svizzero
- 1948 - Sammy Williams, attore, cantante e ballerino statunitense († 2018)
- 1949 - Javier Busto, compositore e direttore di coro spagnolo
- 1949 - Riccardo Di Segni, medico e rabbino italiano
- 1949 - Gérard Lelièvre, ex marciatore francese
- 1949 - Nadia Masini, politica italiana
- 1949 - Francis Mifsud, ex calciatore maltese
- 1949 - Maurizio Rattini, politico sammarinese
- 1949 - Terry Reid, cantante e chitarrista britannico († 2025)
- 1950 - Sam Cash, ex cestista statunitense
- 1950 - Vreni Eberle, ex nuotatrice tedesca occidentale
- 1950 - Silvano Gori, politico italiano
- 1950 - Gilbert Perreault, ex hockeista su ghiaccio canadese
- 1950 - Dušan Radolský, allenatore di calcio slovacco
- 1950 - Mark Sibley, ex cestista statunitense
- 1950 - Antal Spányi, vescovo cattolico ungherese
- 1951 - Bill Gibson, batterista e compositore statunitense
- 1951 - Francesco Greco, ex magistrato italiano
- 1951 - Gheorghe Mulțescu, allenatore di calcio e calciatore rumeno († 2024)
- 1951 - Farrukh Quraishi, dirigente sportivo e ex calciatore iraniano
- 1951 - Michele Saccomanno, politico italiano
- 1952 - Silvia Albertazzi, saggista italiana
- 1952 - Carol Connors, ex attrice pornografica statunitense
- 1952 - Merrick Garland, avvocato e giurista statunitense
- 1952 - Josip Kuže, allenatore di calcio e calciatore jugoslavo († 2013)
- 1952 - Art Malik, attore pakistano
- 1952 - Maria Mercè Marçal, poetessa, scrittrice e editrice spagnola († 1998)
- 1952 - Rosemarie Trockel, artista tedesca
- 1952 - Jógvan á Lakjuni, compositore, insegnante e politico faroese
- 1953 - Mokhtar Dahari, calciatore malese († 1991)
- 1953 - Anatolij Davydov, allenatore di calcio e ex calciatore russo
- 1953 - Valerij Gorbunov, calciatore sovietico († 1996)
- 1953 - Mary Gordon Murray, attrice e cantante statunitense
- 1953 - Andrés Manuel López Obrador, politico e scrittore messicano
- 1953 - Tracy Scoggins, attrice statunitense
- 1953 - Charles Tickner, ex pattinatore artistico su ghiaccio statunitense
- 1953 - Steve Williams, ex velocista statunitense
- 1954 - Monte Cazazza, musicista e compositore statunitense († 2023)
- 1954 - Emanuel Günther, ex calciatore tedesco
- 1954 - Lars-Olof Mattsson, allenatore di calcio svedese
- 1954 - Scott MacNealy, imprenditore statunitense
- 1954 - Chris Noth, attore statunitense
- 1954 - Ernst Reijseger, violoncellista e compositore olandese
- 1954 - Francesco Savino, vescovo cattolico italiano
- 1954 - Hartmut Schade, allenatore di calcio e ex calciatore tedesco
- 1954 - Angelo Spina, arcivescovo cattolico italiano
- 1955 - Boris Aleksandrov, hockeista su ghiaccio kazako († 2002)
- 1955 - Jacques Eric Fabre, vescovo cattolico haitiano
- 1955 - Whoopi Goldberg, attrice e conduttrice televisiva statunitense
- 1955 - Kim Ho-chul, allenatore di pallavolo e ex pallavolista sudcoreano
- 1955 - Hervé Le Corre, scrittore francese
- 1955 - Eli Marom, generale israeliano
- 1955 - Sōtīrīs Sakellariou, ex cestista greco
- 1956 - Ginger Alden, attrice e modella statunitense
- 1956 - Ernesto Apuzzo, allenatore di calcio e ex calciatore italiano
- 1956 - Charlie Baker, politico statunitense
- 1956 - Laurence Coyne, ex calciatore inglese
- 1956 - Christof Koch, neuroscienziato statunitense
- 1956 - Rex Linn, attore statunitense
- 1956 - Vinicio Muñoz, ex cestista dominicano
- 1956 - Aldo Nova, cantante, chitarrista e tastierista canadese
- 1956 - Bill Scanlon, tennista statunitense († 2021)
- 1956 - Anna Verouli, giavellottista greca
- 1957 - Greg Abbott, politico, avvocato e giurista statunitense
- 1957 - Filippo Ascierto, politico italiano
- 1957 - Stephen Baxter, autore di fantascienza britannico
- 1957 - Giampaolo Conchedda, batterista italiano
- 1957 - Walter De Greef, ex calciatore belga
- 1957 - Charlotte Geer, ex canottiera statunitense
- 1957 - Hermine Huntgeburth, regista e sceneggiatrice tedesca
- 1957 - John de Jongh, politico americo-verginiano
- 1957 - Verónica Macamo, politica mozambicana
- 1957 - Mario Morales, ex cestista portoricano
- 1957 - Andrés Sabido, ex calciatore spagnolo
- 1957 - Rosario Schicchi, botanico italiano
- 1958 - Lucio Bardi, chitarrista italiano
- 1958 - Choi Ki-bong, allenatore di calcio e ex calciatore sudcoreano
- 1958 - Elena Cyplakova, attrice e regista russa
- 1958 - Vincenzo Folino, politico italiano
- 1958 - John McConnell, attore statunitense
- 1958 - Lorenzo Romar, ex cestista e allenatore di pallacanestro statunitense
- 1958 - Marina Sciocchetti, cavallerizza italiana
- 1958 - Sílvio Paiva, ex calciatore brasiliano
- 1958 - Anita Skorgan, cantante norvegese
- 1959 - Caroline Goodall, attrice britannica
- 1959 - Lene Hau, fisica danese
- 1959 - Yūichi Higurashi, sceneggiatore giapponese († 2001)
- 1959 - Simon Hinkler, musicista inglese
- 1959 - Hari Kostov, politico macedone
- 1959 - Hank McDowell, ex cestista statunitense
- 1959 - Elena Moreno, ex cestista spagnola
- 1959 - José Carlos Somoza, scrittore cubano
- 1959 - Sam Sullivan, politico canadese
- 1959 - Antonio Tapia, allenatore di calcio e dirigente sportivo spagnolo
- 1959 - Davy Tweed, rugbista a 15 e politico britannico († 2021)
- 1960 - Jim Abele, attore statunitense
- 1960 - Doris Sophia Brodi, politica malese
- 1960 - Mimmo Cafiero, compositore e batterista italiano
- 1960 - Neil Flynn, attore statunitense
- 1960 - Mario González, ex giocatore di calcio a 5 spagnolo
- 1960 - Jarosław Kamiński, montatore polacco
- 1960 - Lutz Klinkhammer, storico tedesco
- 1960 - Pavel Konovalov, ex velocista sovietico
- 1960 - Simona Sala, giornalista italiana
- 1960 - Bernie Slaven, ex calciatore irlandese
- 1960 - Teodora Ungureanu, ex ginnasta rumena
- 1961 - Fausto Biloslavo, giornalista italiano
- 1961 - Candye Kane, cantautrice statunitense († 2016)
- 1961 - Mahamat Kamoun, politico centrafricano
- 1961 - José Ignacio Munilla Aguirre, vescovo cattolico spagnolo
- 1961 - Lech Piasecki, ex ciclista su strada e pistard polacco
- 1961 - Alex Williams, ex calciatore inglese
- 1962 - Alberto D'Anna, batterista italiano († 2015)
- 1962 - Fulvio Fiorin, allenatore di calcio e ex calciatore italiano
- 1962 - Biagio Izzo, attore, comico e cabarettista italiano
- 1962 - Gaetano Orlando, ex hockeista su ghiaccio e allenatore di hockey su ghiaccio canadese
- 1962 - Blair Rasmussen, ex cestista statunitense
- 1963 - Jon Hand, ex giocatore di football americano statunitense
- 1963 - Colin Hill, ex calciatore nordirlandese
- 1963 - Olivier Leborgne, vescovo cattolico francese
- 1963 - Vencislav Slavov, cestista bulgaro († 2002)
- 1963 - Vinny Testaverde, ex giocatore di football americano statunitense
- 1964 - Ronald Agénor, ex tennista haitiano
- 1964 - Corrado Aprili, ex tennista italiano
- 1964 - Ian Cartwright, calciatore inglese († 2016)
- 1964 - Fabio De Bernardin, ex hockeista su ghiaccio italiano
- 1964 - Paul Graham, informatico, imprenditore e saggista inglese
- 1964 - Fernando Quintanilla, ex calciatore spagnolo
- 1964 - Timo Rautiainen, ex copilota di rally finlandese
- 1964 - Denis Scuto, ex calciatore lussemburghese
- 1964 - Daniel Sullivan, politico statunitense
- 1964 - Anne Weber, scrittrice e traduttrice tedesca
- 1965 - Guillermo Eleazar, poliziotto e prefetto filippino
- 1965 - Kevin Gamble, ex cestista e allenatore di pallacanestro statunitense
- 1965 - Mauro Eugenio Giuliani, ingegnere italiano
- 1965 - Goran Hunjak, ex calciatore e ex giocatore di calcio a 5 jugoslavo
- 1965 - Oliver Kreuzer, ex calciatore tedesco
- 1965 - Kurt Marshall, modello e attore statunitense († 1988)
- 1965 - Željko Petrović, allenatore di calcio e ex calciatore montenegrino
- 1965 - Miroslav Soukup, allenatore di calcio e ex calciatore ceco
- 1965 - Daniel Zirilli, regista e produttore cinematografico statunitense († 2024)
- 1965 - José de la Torre, allenatore di calcio e ex calciatore messicano
- 1966 - Carlos Cavaco Correia, ex calciatore portoghese
- 1966 - Vito De Palma, politico italiano
- 1966 - Paolo Petitti, ex calciatore italiano
- 1966 - Rumeal Robinson, ex cestista giamaicano
- 1967 - Stanley Brundy, ex cestista statunitense
- 1967 - Juhi Chawla, attrice, produttrice cinematografica e modella indiana
- 1967 - Patrick Diotte, ex calciatore canadese
- 1967 - Kristen Gilbert, serial killer statunitense
- 1967 - Randi Ingerman, modella e attrice statunitense
- 1967 - Gerhard Karner, politico austriaco
- 1967 - Jimmy Kimmel, conduttore televisivo, comico e attore statunitense
- 1967 - Tommaso Napoli, allenatore di calcio e ex calciatore italiano
- 1967 - Zoilamérica Ortega Murillo, politica e attivista nicaraguense
- 1967 - Dmitrij Ševčenko, ex schermidore russo
- 1967 - Dariusz Skrzypczak, allenatore di calcio e ex calciatore polacco
- 1967 - Wu Wenbing, ex calciatore cinese
- 1967 - Steve Zahn, attore statunitense
- 1968 - Andrew Alleyne, ex cestista barbadiano
- 1968 - Nicholas Bond-Owen, attore britannico
- 1968 - J.J. Eubanks, ex cestista statunitense
- 1968 - Orazio Fagone, ex hockeista su slittino e pattinatore di short track italiano
- 1968 - María Elena Giusti, nuotatrice artistica venezuelana
- 1968 - Juan Carlos González, ex calciatore cileno
- 1968 - Mokaleba Manteka, ex cestista della Repubblica Democratica del Congo
- 1968 - Ryōsuke Okuno, allenatore di calcio e ex calciatore giapponese
- 1968 - María de Lourdes Santiago, politica portoricana
- 1968 - Giampaolo Saurini, allenatore di calcio e ex calciatore italiano
- 1968 - Shin'ichirō Tani, ex calciatore giapponese
- 1968 - Antonia Urrejola, avvocata e politica cilena
- 1968 - Tami Whitlinger, ex tennista statunitense
- 1968 - Achim von Borries, regista e sceneggiatore tedesco
- 1969 - Patrik Augusta, allenatore di hockey su ghiaccio e ex hockeista su ghiaccio ceco
- 1969 - Eduardo Berizzo, allenatore di calcio e ex calciatore argentino
- 1969 - Gerard Butler, attore e produttore cinematografico britannico
- 1969 - Lara Cardella, scrittrice italiana
- 1969 - Stephen Full, attore e comico statunitense
- 1969 - Ayaan Hirsi Ali, politica, scrittrice e attivista somala
- 1969 - Aki Ichijō, ex cestista giapponese
- 1969 - Nico Motchebon, ex mezzofondista e pentatleta tedesco
- 1969 - Gianluca Tagliavini, tastierista italiano
- 1970 - Falah Al Majidi, ex calciatore kuwaitiano
- 1970 - Mohamed Ali Ben Jemaa, attore e sceneggiatore tunisino
- 1970 - Julija Graudyn', ex ostacolista russa
- 1970 - Paolo Picozza, pittore e grafico italiano († 2010)
- 1970 - Hiroshi Saitō, dirigente sportivo e ex calciatore giapponese
- 1970 - Sonsee, rapper statunitense
- 1970 - Žanna Šubenok, ex pentatleta bielorussa
- 1970 - José María Yazpik, attore messicano
- 1971 - Tommi Ahvala, pilota motociclistico finlandese
- 1971 - Luisa Amatucci, attrice italiana
- 1971 - Noah Hathaway, attore statunitense
- 1971 - Giordano Meacci, scrittore e sceneggiatore italiano
- 1971 - Craig Powell, ex giocatore di football americano statunitense
- 1971 - José Luis Ramos, ex cestista venezuelano
- 1971 - Erwin Ramírez, ex calciatore ecuadoriano
- 1972 - Carla Maria Izzo, soprano italiano
- 1972 - Takuya Kimura, attore e cantante giapponese
- 1972 - Andy Marinos, ex rugbista a 15 e dirigente sportivo zimbabwese
- 1972 - Andrea Moretti, allenatore di rugby a 15 e ex rugbista a 15 italiano
- 1972 - Grigorijs Panteļejevs, ex hockeista su ghiaccio lettone
- 1972 - Pedro Reyes, ex calciatore cileno
- 1972 - Samantha Riley, ex nuotatrice australiana
- 1972 - Benedetta Rossi, cuoca, blogger e conduttrice televisiva italiana
- 1972 - Pavel Verbíř, ex calciatore ceco
- 1973 - Lynsey Addario, fotoreporter statunitense
- 1973 - Derrick Alexander, ex giocatore di football americano statunitense
- 1973 - David Auradou, ex rugbista a 15 francese
- 1973 - Jordan Bridges, attore statunitense
- 1973 - Gianfranco Butinar, conduttore radiofonico, imitatore e comico italiano († 2025)
- 1973 - John DeSantis, attore canadese
- 1973 - Mirko Dolcini, politico e avvocato sammarinese
- 1973 - David Embé, ex calciatore camerunese
- 1973 - Dan Fallows, ingegnere, dirigente sportivo e progettista britannico
- 1973 - Steve Hamer, ex cestista statunitense
- 1973 - Ari Hoenig, batterista statunitense
- 1973 - Abdoulaye Mbaye, ex calciatore senegalese
- 1973 - Sergio Nazzaro, scrittore e giornalista italiano
- 1973 - Rudolf Otepka, ex calciatore ceco
- 1973 - Mario Savi, ex rugbista a 15 e dirigente sportivo italiano
- 1973 - Jason Simontacchi, ex giocatore di baseball statunitense
- 1973 - Özlem Tokaslan, attrice turca
- 1973 - Paulo dos Santos, ex calciatore capoverdiano
- 1974 - Haitham Al-Shboul, ex calciatore giordano
- 1974 - Elena Botto, politica italiana
- 1974 - Kim Director, attrice statunitense
- 1974 - Emiliano Fittipaldi, giornalista, saggista e blogger italiano
- 1974 - Christian Giménez, procuratore sportivo e ex calciatore argentino
- 1974 - Carl Hoeft, ex rugbista a 15 e allenatore di rugby a 15 neozelandese
- 1974 - Graeme Murty, allenatore di calcio e ex calciatore scozzese
- 1974 - Joe Principe, bassista statunitense
- 1974 - Cyril Revillet, ex calciatore francese
- 1974 - Sergej Rjazanskij, cosmonauta russo
- 1974 - Jeva Vybornova, schermitrice ucraina
- 1974 - Indrek Zelinski, ex calciatore estone
- 1975 - Michel, beatmaker, produttore discografico e disc jockey svizzero
- 1975 - Martin Calvert, giocatore di calcio a 5 australiano
- 1975 - Tom Compernolle, mezzofondista belga († 2008)
- 1975 - Alain Digbeu, ex cestista e allenatore di pallacanestro francese
- 1975 - Ivica Dragutinović, ex calciatore serbo
- 1975 - Arno Frisch, attore austriaco
- 1975 - Rasmus Henning, triatleta danese
- 1975 - Aisha Hinds, attrice statunitense
- 1975 - Diana Iovanovici Șoșoacă, avvocato e politica rumena
- 1975 - Marija Petrova, ginnasta bulgara
- 1975 - Sarah Pitkowski-Malcor, ex tennista francese
- 1975 - Quim, allenatore di calcio e ex calciatore portoghese
- 1975 - Emiliano Ragno, doppiatore, attore e direttore del doppiaggio italiano
- 1975 - Vlado Šćepanović, dirigente sportivo, allenatore di pallacanestro e ex cestista montenegrino
- 1975 - Aaron Stecker, ex giocatore di football americano statunitense
- 1976 - Al'bina Achatova, ex biatleta russa
- 1976 - Rodrigo D'Erasmo, violinista, compositore e arrangiatore brasiliano
- 1976 - Dmitrij Dorofeev, ex pattinatore di velocità su ghiaccio russo
- 1976 - David Hanssen, allenatore di calcio e ex calciatore norvegese
- 1976 - Milenko Milošević, ex calciatore bosniaco
- 1976 - Alessio Sartori, canottiere italiano
- 1976 - Kelly Sotherton, ex multiplista, lunghista e velocista britannica
- 1976 - Hiroshi Tanahashi, wrestler giapponese
- 1976 - Marco Valentini, dirigente sportivo italiano
- 1976 - Bob de Jong, pattinatore di velocità su ghiaccio olandese
- 1977 - Huang Xiaoming, attore, cantante e modello cinese
- 1977 - Ol'ga Orlova, cantante e attrice russa
- 1977 - María Peláez, ex nuotatrice spagnola
- 1977 - Lilija Šobuchova, mezzofondista e maratoneta russa
- 1978 - Joanne Accom, cantante australiana
- 1978 - Bineta Diouf, ex cestista senegalese
- 1978 - Emrah Eren, allenatore di calcio e ex calciatore turco
- 1978 - Nikolai Fraiture, musicista statunitense
- 1978 - Beatrice Hsu, attrice taiwanese († 2007)
- 1978 - Igor Kudrenko, ex calciatore kirghiso
- 1978 - Frédéric Moncade, ex cestista francese
- 1978 - Shen Xue, ex pattinatrice artistica su ghiaccio cinese
- 1978 - Martina Sorbara, cantante canadese
- 1978 - Luisa Striani, ex nuotatrice italiana
- 1979 - Nele Deyaert, ex cestista belga
- 1979 - Mohamed Jaffer, ex calciatore bahreinita
- 1979 - Sami Lehtoranta, ex cestista finlandese
- 1979 - Henrik Lundström, ex pallamanista svedese
- 1979 - Paweł Magdoń, ex calciatore polacco
- 1979 - Jarosław Mazurkiewicz, ex calciatore polacco
- 1979 - Manuela Montebrun, ex martellista francese
- 1979 - Metta Sandiford-Artest, ex cestista e allenatore di pallacanestro statunitense
- 1979 - Pekka Saravo, ex hockeista su ghiaccio finlandese
- 1979 - Riccardo Scamarcio, attore e produttore cinematografico italiano
- 1979 - Subliminal, rapper e produttore discografico israeliano
- 1979 - Jerramy Stevens, ex giocatore di football americano statunitense
- 1980 - Ľuboš Bartečko, ex hockeista su ghiaccio slovacco
- 1980 - Kevin Bobson, ex calciatore olandese
- 1980 - Monique Coleman, attrice statunitense
- 1980 - Laurens ten Dam, ex ciclista su strada olandese
- 1980 - Benjamin Darbelet, judoka francese
- 1980 - Sara Del Rey, ex wrestler statunitense
- 1980 - Karl Dodd, allenatore di calcio e ex calciatore australiano
- 1980 - Hubert Dupont, ex ciclista su strada francese
- 1980 - Ljudmil Hadžisotirov, ex cestista e allenatore di pallacanestro bulgaro
- 1980 - Nelson Ibáñez, ex calciatore argentino
- 1980 - Juraj Kolník, hockeista su ghiaccio slovacco
- 1980 - François-Louis Tremblay, ex pattinatore di short track canadese
- 1980 - Miloš Vujanić, ex cestista e allenatore di pallacanestro serbo
- 1981 - Roger Alexander, ex calciatore anglo-verginiano
- 1981 - Leila Ben Youssef, ex astista tunisina
- 1981 - Vladimir Božović, ex calciatore montenegrino
- 1981 - Daniela Ciampitti, cantautrice italiana
- 1981 - Mirela Delić, pallavolista croata
- 1981 - Wesley Hunt, politico e ex militare statunitense
- 1981 - Alessandro Mereu, fumettista, cantante e blogger italiano
- 1981 - Greg Minnaar, mountain biker sudafricano
- 1981 - Kirsten Price, attrice pornografica statunitense
- 1981 - Shawn Yue, cantante e attore cinese
- 1981 - Walter Zunino, ex calciatore argentino
- 1982 - Denis Buntić, ex pallamanista croato
- 1982 - Michael Copon, attore e cantante statunitense
- 1982 - Johannes Ertl, ex calciatore austriaco
- 1982 - Anton Fokin, ginnasta uzbeko
- 1982 - Andrea Gavazzi, ex rugbista a 15 italiano
- 1982 - Martin Grech, cantautore britannico
- 1982 - Pascal Grünwald, ex calciatore austriaco
- 1982 - Daniela Klemenschits, tennista austriaca († 2008)
- 1982 - Sandra Klemenschits, ex tennista austriaca
- 1982 - Koda Kumi, cantante e ballerina giapponese
- 1982 - Michael Andrew Law, pittore cinese
- 1982 - Cícero Moraes, designer brasiliano
- 1982 - Tuomas Pihlman, hockeista su ghiaccio finlandese
- 1982 - Sean Rooney, ex pallavolista statunitense
- 1983 - Federica Bianco, attrice italiana
- 1983 - Marquice Cole, ex giocatore di football americano statunitense
- 1983 - Kalle Kriit, ex ciclista su strada estone
- 1983 - Elias Pelembe, calciatore mozambicano
- 1984 - Ben Alexander, ex rugbista a 15 australiano
- 1984 - Lucas Barrios, ex calciatore argentino
- 1984 - Chen Yi-feng, ex cestista taiwanese
- 1984 - İsmail Demirci, attore turco
- 1984 - Ilkka Heikkinen, ex hockeista su ghiaccio finlandese
- 1984 - Sarah Rose Karr, attrice statunitense
- 1984 - Cory Lee, cantante canadese
- 1984 - Ronayne Marsh-Brown, ex calciatore guyanese
- 1984 - Josanne Potter, allenatrice di calcio e ex calciatrice inglese
- 1984 - Joël Sami, ex calciatore francese
- 1984 - Diogo Santos, ex calciatore portoghese
- 1984 - Yargelis Savigne, triplista e lunghista cubana
- 1984 - Sunil Singh, wrestler canadese
- 1984 - Mahau Suguimati, ostacolista brasiliano
- 1984 - Daniel Yeboah, ex calciatore ivoriano
- 1985 - Cristian Darío Álvarez, ex calciatore argentino
- 1985 - Michael Bennett, ex giocatore di football americano statunitense
- 1985 - Asdrúbal Cabrera, ex giocatore di baseball venezuelano
- 1985 - Viktor Elm, ex calciatore svedese
- 1985 - Ive Ivanov, ex cestista croato
- 1985 - Wdowa, rapper polacca
- 1985 - Alphousseyni Keita, ex calciatore maliano
- 1985 - Aleksej Kireev, bobbista russo
- 1985 - Rahul Kohli, attore e doppiatore britannico
- 1985 - Adel Lami, ex calciatore qatariota
- 1985 - Leah Marville, modella barbadiana
- 1985 - Simo-Pekka Olli, ex pallavolista finlandese
- 1985 - Enrica Pintore, conduttrice televisiva e attrice italiana
- 1985 - Shavkat Salomov, ex calciatore uzbeko
- 1985 - Minyahil Teshome, calciatore etiope
- 1985 - Bruce Venture, attore pornografico statunitense
- 1986 - Sergej Bakulin, marciatore russo
- 1986 - Aurore Bergé, politica francese
- 1986 - Francesca Devetag, pallavolista italiana
- 1986 - Csanád Gémesi, schermidore ungherese
- 1986 - Liu Ou, sincronetta cinese
- 1986 - Moon Chae-won, attrice sudcoreana
- 1986 - Jordan Pérez, calciatore gibilterriano
- 1986 - Federico Raimo, ex snowboarder italiano
- 1986 - Yuka Saitō, doppiatrice giapponese
- 1986 - Willie Smith, giocatore di football americano statunitense
- 1986 - Benoît Strulus, attore, comico e sceneggiatore belga
- 1986 - Kwame Watson-Siriboe, ex calciatore statunitense
- 1986 - Artëm Zanin, schermidore russo
- 1987 - Aleksandra Lyčagina, taekwondoka russa
- 1987 - Robin Malmkvist, ex calciatore svedese
- 1987 - Saša Marjanović, calciatore serbo
- 1987 - Hanna Paulsberg, sassofonista e compositore norvegese
- 1987 - Luke Pearce, arbitro di rugby a 15 inglese
- 1987 - Pavao Pervan, calciatore austriaco
- 1987 - Tiffany Porter, ostacolista britannica
- 1987 - Felix Roth, ex calciatore tedesco
- 1987 - Vladimir Rykov, allenatore di calcio e ex calciatore russo
- 1987 - Aleksandra Urbańczyk, nuotatrice polacca
- 1987 - Dana Vollmer, ex nuotatrice statunitense
- 1988 - Chris Allen, ex cestista statunitense
- 1988 - Niklas Backman, ex calciatore svedese
- 1988 - Jonathan España, ex calciatore venezuelano
- 1988 - Vũ Thị Hoàng My, modella vietnamita
- 1988 - Max Miller, politico statunitense
- 1988 - Alterraun Verner, ex giocatore di football americano statunitense
- 1989 - Jorge Brian Díaz, cestista statunitense
- 1989 - Alex Feneridis, ex calciatore neozelandese
- 1989 - Niccolò Invidia, politico italiano
- 1989 - Peter Matthews, velocista giamaicano
- 1989 - Martín Rivero, calciatore argentino
- 1989 - Bartosz Rymaniak, calciatore polacco
- 1989 - Maksim Skavyš, calciatore bielorusso
- 1990 - Jibbs, rapper statunitense
- 1990 - Chris Devenski, giocatore di baseball statunitense
- 1990 - Cobi Hamilton, giocatore di football americano statunitense
- 1990 - Jerzy Janowicz, tennista e allenatore di tennis polacco
- 1990 - Viola Kleiser, ex velocista e bobbista austriaca
- 1990 - Kyōhei Noborizato, calciatore giapponese
- 1990 - Daniel Purvis, ex ginnasta britannico
- 1990 - Rhys Ruddock, rugbista a 15 irlandese
- 1990 - Lucas Villarruel, ex calciatore argentino
- 1990 - Isaiah Wilkerson, ex cestista statunitense
- 1990 - Daniela Zamora, calciatrice cilena
- 1991 - Matt Bennett, attore statunitense
- 1991 - Devon Bostick, attore canadese
- 1991 - Jeffrey Bruma, ex calciatore olandese
- 1991 - Il'ja Burov, sciatore freestyle russo
- 1991 - Tre Bussey, ex cestista statunitense
- 1991 - Betlhem Desalegn, mezzofondista etiope
- 1991 - Mattia Faraoni, kickboxer e pugile italiano
- 1991 - Alexandre Ferreira, pallavolista portoghese
- 1991 - Javier García Moreno, giocatore di calcio a 5 spagnolo
- 1991 - Yannick Hanfmann, tennista tedesco
- 1991 - Rumyan Hovsepyan, calciatore armeno
- 1991 - Leon de Kogel, ex calciatore olandese
- 1991 - Manfredas Lukjančukas, arbitro di calcio lituano
- 1991 - Andrej Lunëv, calciatore russo
- 1991 - Carlos Anselmo Mejía, calciatore guatemalteco
- 1991 - Aleksandar Milanovic, giocatore di football americano austriaco
- 1991 - Grace Page, cantante, attrice e modella britannica
- 1991 - Quentin Rushenguziminega, calciatore ruandese
- 1991 - Rui Vieira, calciatore portoghese
- 1991 - Pendarvis Williams, cestista statunitense
- 1992 - Jorge Arias, calciatore colombiano
- 1992 - Lidia Cereda, calciatrice italiana
- 1992 - Danny e Michael Philippou, youtuber, regista e sceneggiatore australiano
- 1992 - Daniel Heuer Fernandes, calciatore tedesco
- 1992 - Loorents Hertsi, calciatore finlandese
- 1992 - Gregory Hofmann, hockeista su ghiaccio svizzero
- 1992 - Giuseppe Maggio, attore italiano
- 1992 - Shabazz Muhammad, cestista statunitense
- 1992 - Bartłomiej Pawłowski, calciatore polacco
- 1992 - Ramona Petzelberger, calciatrice tedesca
- 1992 - Maksim Podholjuzin, calciatore estone
- 1992 - Madelene Sagström, golfista svedese
- 1992 - Roland Ugrai, calciatore ungherese
- 1992 - Paul Willemse, rugbista a 15 sudafricano
- 1993 - Roger Assalé, calciatore ivoriano
- 1993 - Julia Michaels, cantautrice e compositrice statunitense
- 1993 - Lautaro Giannetti, calciatore argentino
- 1993 - Javontae Hawkins, cestista statunitense
- 1993 - Geōrgios Pamlidīs, calciatore greco
- 1993 - Giuseppe Prestia, calciatore italiano
- 1993 - Nicolas Šumský, calciatore ceco
- 1993 - Maud Welzen, supermodella olandese
- 1994 - Terrance Amorosa, hockeista su ghiaccio canadese
- 1994 - Eva Biasotto, calciatrice italiana
- 1994 - Stefano Bossi, cestista italiano
- 1994 - Jared Brownridge, cestista statunitense
- 1994 - Ivan Filipović, calciatore croato
- 1994 - Adonys Henriquez, cestista statunitense
- 1994 - Korn Khunatipapisiri, ballerino e attore thailandese
- 1994 - Bronson Koenig, ex cestista statunitense
- 1994 - Visar Musliu, calciatore macedone
- 1994 - Trayvon Palmer, cestista statunitense
- 1994 - Ryō Takano, calciatore giapponese
- 1994 - Andrew Tang, ex pilota automobilistico singaporiano
- 1994 - Tajinderpal Singh Toor, pesista indiano
- 1995 - Lucy Fallon, attrice britannica
- 1995 - Caterina Ganz, fondista italiana
- 1995 - Jaquan Johnson, giocatore di football americano statunitense
- 1995 - Lee Hye-in, attrice sudcoreana
- 1995 - Brahim Mahamat, calciatore ciadiano
- 1995 - Theresa Panfil, calciatrice tedesca
- 1995 - Elisa Penna, cestista italiana
- 1996 - Milena Bajić, ex cestista montenegrina
- 1996 - Enrico Baldini, calciatore italiano
- 1996 - Dougie Baldwin, attore australiano
- 1996 - Cody Barton, giocatore di football americano statunitense
- 1996 - David Bollo, calciatore spagnolo
- 1996 - Tyler Cheese, cestista statunitense
- 1996 - Willian Machado, calciatore brasiliano
- 1996 - Otto Farrant, attore britannico
- 1996 - Claudia Ferrato, calciatrice italiana
- 1996 - Haley Gorecki, cestista statunitense
- 1996 - Kyara Linskens, cestista belga
- 1996 - Fletcher Magee, cestista statunitense
- 1996 - Emily Maglio, pallavolista canadese
- 1996 - Sean McLoughlin, calciatore irlandese
- 1996 - Vincenzo Michelotti, ex sciatore alpino e ex calciatore sammarinese
- 1996 - Pang Qianyu, lottatrice cinese
- 1996 - Francesca Romana Russo, cestista italiana
- 1996 - João Pedro Sousa Silva, calciatore portoghese
- 1996 - Austin Williams, attore statunitense
- 1996 - Phillip Wilson, canottiere neozelandese
- 1996 - Joaquín Zeballos, calciatore uruguaiano
- 1997 - Simon Amin, calciatore svedese
- 1997 - Lucille Gicquel, pallavolista francese
- 1997 - Jasser Khemiri, calciatore tunisino
- 1997 - Brent Kinsman, attore statunitense
- 1997 - Shane Kinsman, attore statunitense
- 1997 - DrefQuila, rapper, cantante e produttore discografico cileno
- 1997 - Florian Müller, calciatore tedesco
- 1997 - Taishi Narikuni, lottatore giapponese
- 1997 - Leona Popović, sciatrice alpina croata
- 1997 - Martín Rea, calciatore uruguaiano
- 1997 - Daniel Roberts, ostacolista statunitense
- 1997 - Aldair Ruiz, calciatore cubano
- 1997 - Konstantinos Stamoulis, mezzofondista greco
- 1997 - Pia-Sophie Wolter, calciatrice tedesca
- 1998 - Iōannīs Agravanīs, cestista greco
- 1998 - Germán Berterame, calciatore argentino
- 1998 - Ulises Cardona, calciatore messicano
- 1998 - Madison Cruzado, pallavolista portoricana
- 1998 - Bryan Edwards, giocatore di football americano statunitense
- 1998 - Gattlin Griffith, attore statunitense
- 1998 - Nick Harris, giocatore di football americano statunitense
- 1998 - Jalen Jones, calciatore guyanese
- 1998 - Solfrid Koanda, sollevatrice norvegese
- 1998 - Paco Rassat, sciatore alpino francese
- 1998 - Jermaine Samuels, cestista statunitense
- 1998 - Aisha Sheppard, cestista statunitense
- 1998 - Jordan Windle, tuffatore statunitense
- 1998 - Asen Čandărov, calciatore bulgaro
- 1999 - Fatih Kaya, calciatore tedesco
- 1999 - Ronisia, cantante capoverdiana
- 1999 - Lando Norris, pilota automobilistico britannico
- 1999 - Danilo Riethmüller, biatleta tedesco
- 2000 - Matías Benítez, calciatore argentino
- 2000 - Hans Christian Bernat, calciatore danese
- 2000 - Logan Eggleston, pallavolista statunitense
- 2000 - Sydney Agudong, attrice e cantante statunitense
- 2000 - Chrigor, calciatore brasiliano
- 2000 - 24kGoldn, rapper e cantante statunitense
- 2000 - Hisham Layous, calciatore israeliano
- 2000 - Lou Massenberg, tuffatore tedesco
- 2000 - Jon Sallinen, sciatore freestyle finlandese
- 2000 - David Suárez Cárdenes, calciatore spagnolo
- 2000 - Britton Wilson, velocista e ostacolista statunitense

## XXI secolo(17)
- 2001 - Benjamin Bouchouari, calciatore marocchino
- 2001 - Francesco Cecon, saltatore con gli sci italiano
- 2001 - Andre Jackson, cestista statunitense
- 2001 - Parfenjuk, cantante ucraino
- 2002 - Emma Raducanu, tennista britannica
- 2002 - Oussama Raoui, calciatore marocchino
- 2002 - Giovanni Reyna, calciatore statunitense
- 2002 - Kyle Williams, giocatore di football americano statunitense
- 2003 - Emma Aicher, sciatrice alpina tedesca
- 2003 - Maïa Hirsch, cestista francese
- 2003 - Mikel Jauregizar, calciatore spagnolo
- 2003 - Victoria Kjær Theilvig, modella danese
- 2003 - Salma Paralluelo, calciatrice e ex velocista spagnola
- 2003 - Oleksandr Saputin, calciatore ucraino
- 2003 - Malaki Starks, giocatore di football americano statunitense
- 2005 - Jarno Widar, ciclista su strada belga
- 2005 - Leny Yoro, calciatore francese